# 中江康人
中江 康人（なかえ やすひと、1967年（昭和42年）4月28日 - ）は、日本の実業家。KANAMEL株式会社代表取締役グループCEO。

## 経歴
- 鳥取県鳥取市出身。1987年（昭和62年）3月鳥取県立鳥取東高等学校卒業。1987年（昭和62年）4月中央大学経済学部経済学科に入学。1991年（平成3年）中央大学経済学部卒業。[2]
- 1991年（平成3年） - 葵プロモーション入社。
- 2006年（平成18年） - 執行役員、上席役員を経て、2010年（平成22年）常務取締役。
- 2015年（平成27年）2月23日 - 藤原次彦社長が死去。その後を受けて、社長兼グループCEOに就任。[3]
- 2017年（平成29年）1月4日 - AOI TYO Holdings（後のKANAMEL）株式会社代表取締役に就任。